# Hedwigia
Hedwigia (deutsch Hedwigsmoose) ist eine subkosmopolitisch verbreitete Gattung von Laubmoosen aus der Familie Hedwigiaceae.

## Merkmale
Hedwigia-Arten sind mittelgroße Moose mit unregelmäßig beasteten Stämmchen. Die Blätter sind oval und allmählich in die Spitze verschmälert, nicht faltig, hohl und dicht dachziegelartig angeordnet. Eine Blattrippe fehlt. Die Zellen sind in der Blattmitte rechteckig bis quadratisch und papillös, am Blattgrund verlängert rechteckig bis linealisch und glatt oder schwach papillös. Blattflügelzellen sind quadratisch bis rechteckig. Die Sporenkapsel ist meist in die Hüllblätter eingesenkt, ein Peristom fehlt.

## Systematik
Die Gattung Hedwigia zählt 4 Arten. In Deutschland, Österreich und der Schweiz sind 2 Arten vertreten:
- Hedwigia ciliata, das Wimpern-Hedwigsmoos
- Hedwigia stellata, das Stern-Hedwigsmoos